# Front de Libération du Jura
Het Front de Libération du Jura (Nederlands: Front voor de Bevrijding van de Jura) was een actiegroep in de Zwitserse Jura met als doel het losmaken van de Jura van het kanton Bern om zo een zelfstandig kanton Jura te creëren. De acties van het FLJ waren gericht op het aanbrengen van materiële schade, met name op overheidsgebouwen en (federale militaire) instellingen, maar ook op boerderijen in het kanton Bern.
Het FLJ is altijd een kleine organisatie geweest die waarschijnlijk nooit meer dan 10 personen heeft geteld. Het FLJ genoot echter een zekere sympathie, met name in het district Franches-Montagnes. De bevolking beschermde de FLJ-activisten. Dit alles maakte het duidelijk dat Jura-kwestie leefde onder brede lagen van de bevolking en niet slechts onder een groep intellectuelen. In vergelijking tot de voorheen populaire Rassemblement Jurassien (RJ) werd in 1965 over het FLJ gezegd dat zij "in een paar maanden tijd meer had bereikt dan de RJ in achttien jaar."

## Geschiedenis
Het FLJ werd in 1962 opgericht door militante Jurastische separatisten die vonden dat de bestaande Jurastische nationalisten zich te weinig inzetten voor de Jura-kwestie. Tussen september 1962 en maart 1964 werden diverse acties ondernomen, waaronder brandstichting in boerderijen en op een militaire barakken, beschadiging van historische gebouwen en aanvallen met explosieven. Al deze acties werden opgeëist door het FLJ. Naar later bleek werden de aanslagen gepleegd door drie personen die later met hun opdrachtgever werden gearresteerd en berecht (1964 en 1966). De belangrijkste aangeklaagden, Marcel Boillat en Jean-Marie Joset, de leiders van het FLJ, werden veroordeeld tot respectievelijk acht en zeven jaar. Zij werden echter in absentia veroordeeld daar zij naar het buitenland waren gevlucht (Frankrijk en Spanje) en daar politiek asiel hadden gekregen en keerden na de verjaring van het vonnis naar Zwitserland terug. Het FLJ werd in 1964 ontbonden, maar in 1965, voor de duur van slechts enkele weken, bestond er een "tweede" FLJ. Tijdens de processen vond een hernieuwde golf van acties van Jurastische separatisten plaats.
Een "derde" FLJ was van 1982 en 1993, onder de naam Béliers (Ram) actief. Het kanton Jura was inmiddels opgericht, maar de noord Jurastische districten (Berner Jura), onderdeel van het kanton Bern, moesten volgens de FLJ-activisten bij het kanton worden gevoegd. Tot 1984 werden geregeld acties ondernomen, maar na 1984 waren zij nog slechts sporadisch. Op 18 februari 1993 probeerde een jonge FLJ-activist, Christophe Bader, een bom te laten ontploffen in de stad Bern. De bom ontplofte echter in de handen van de activist Bader die om het leven kwam. Dit was de laatste actie van het "derde" FLJ. Christoph Bader was de enige persoon die om het leven is gekomen tijdens een aanslag van het FLJ.